# Livadiá
Livadiá (em grego: Λιβαδειά; romaniz.: Livadiá; AFI: [livaˈðʝa]; em grego clássico: Λεβάδεια; romaniz.: Lebádeia) é uma cidade da Grécia, capital da unidade regional de Beócia, na Grécia Central.
Esta localizada na zona da antiga cidade homérica de Mideia (Μίδεια), cujos habitantes se transladaram e fundaram a atual Livadeia. Na época, ganhou importância por sediar o oráculo de Trofônio, consultado por Creso e Mardónio. 

## Imagens

Busto da ninfa Hercina no rio HercinaBusto da ninfa Hercina no rio Hercina
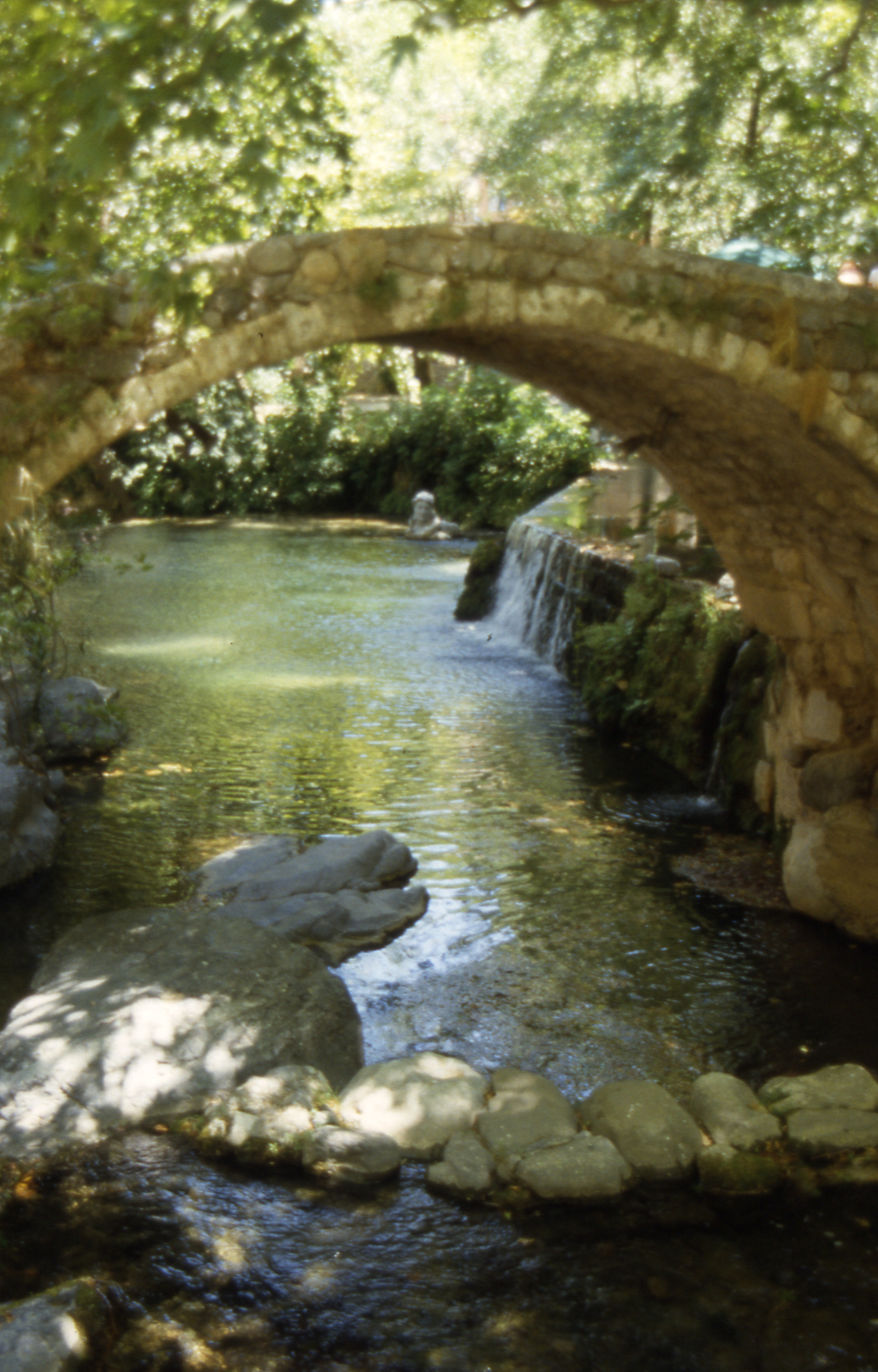
Rio Hercina
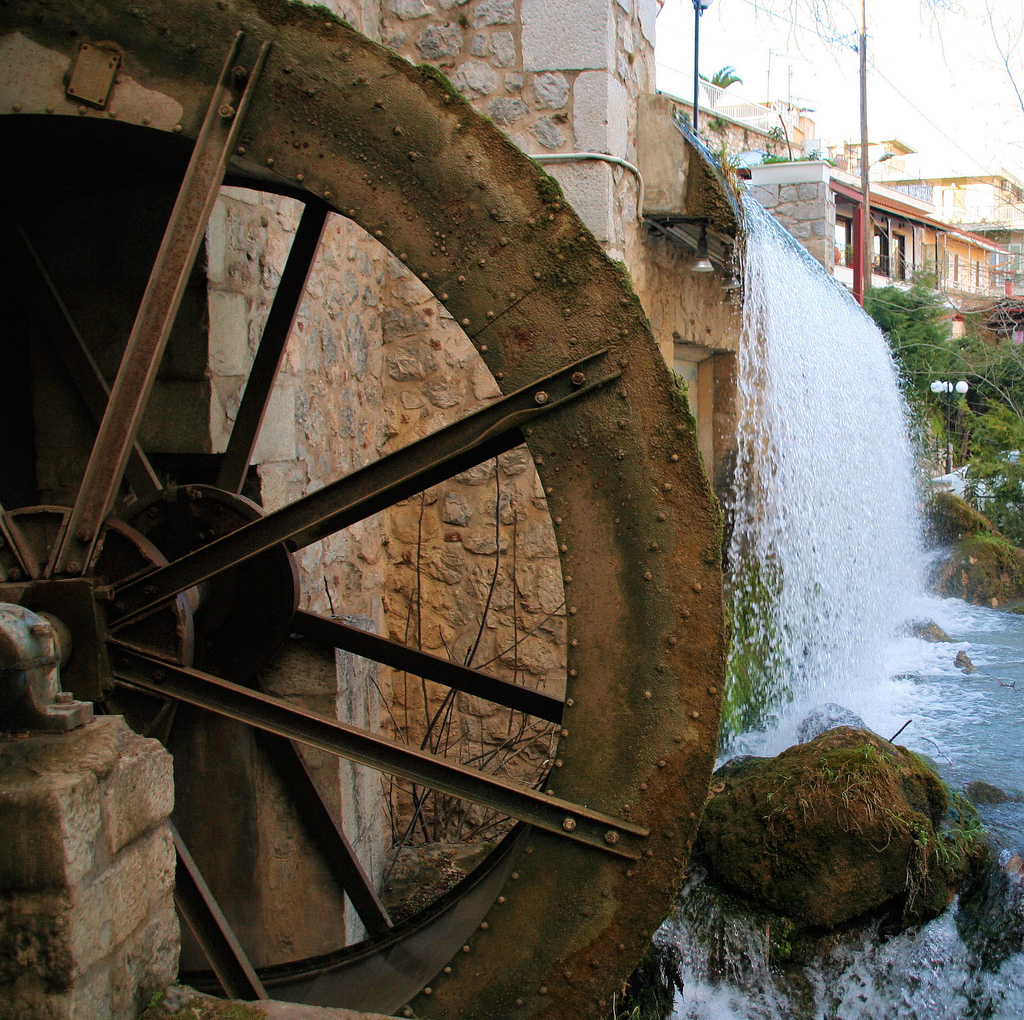
Antigo moinho no rio Hercina
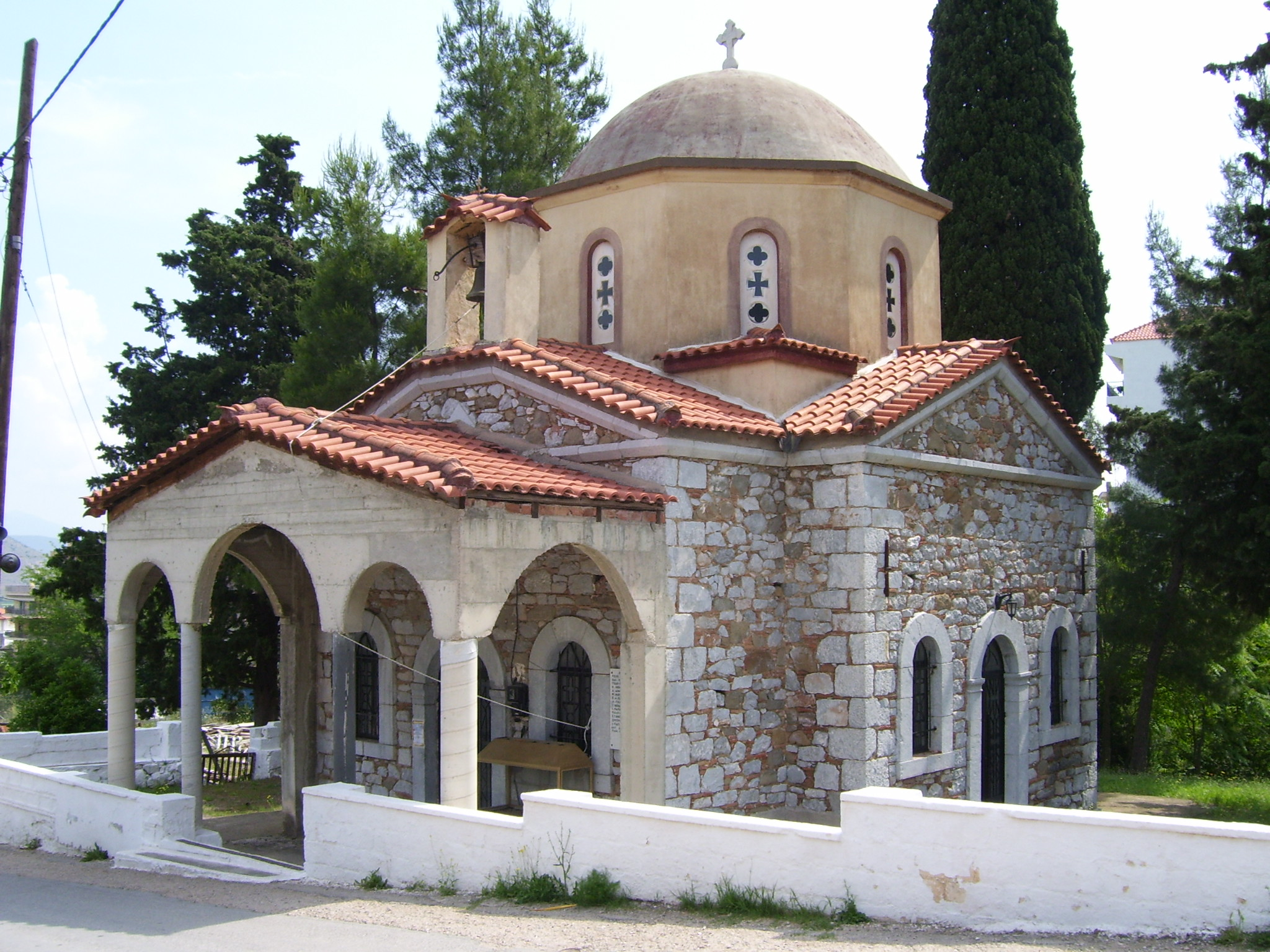
Igreja de São Melécio